# Hoffmeister (månkrater)
För andra betydelser, se Hoffmeister.
Hoffmeister är en nedslagskrater på månens baksida. Hoffmeister har fått sitt namn efter den tyske astronomen Cuno Hoffmeister.

## Satellitkratrar
| Hoffmeister | Latitud | Longitud | Diameter |
| ----------- | ------- | -------- | -------- |
| D           | 16.9° N | 140.3° Ö | 21 km    |
| F           | 14.7° N | 141.0° Ö | 19 km    |
| N           | 13.7° N | 136.4° Ö | 42 km    |
| Z           | 17.8° N | 136.7° Ö | 29 km    |